# Peritassa compta
Peritassa compta är en benvedsväxtart som beskrevs av John Miers. Peritassa compta ingår i släktet Peritassa och familjen Celastraceae. Inga underarter finns listade.